# Katellus
Katellus  était, selon Geoffroy de Monmouth, un roi légendaire de Bretagne.

## Geoffroy de Monmouth
Selon Geoffroy de Monmouth dans son Historia regum Britanniae, Kattelus est le  fils et successeur d'un certain Gerennus ou Gerontius. Il se contente d'indiquer qu'il règne 10 ans sans ajouter aucune information. Son règne est suivi par celui de Coillus, puis pas ceux de 24 autres rois avant Héli. le Brut y Brenhinedd  nomme ce roi Cadell ap Geraint mais n'ajoute rien à Geoffroy de Monmouth.

## Sources
- (fr) Histoire des rois de Bretagne, traduit et commenté par Laurence Mathey-Maille, Édition Les belles lettres, coll. « La roue à livres », Paris, 2004,  (ISBN 2-251-33917-5)
- (en) Peter Bartrum, A Welsh classical dictionary: people in history and legend up to about A.D. 1000, Aberystwyth, National Library of Wales, 1993 (ISBN 9780907158738), p. 82 CADELL ap GERAINT. (159-149 B.C.)